# Музыкальный звук
Звук музыка́льный (др.-греч. φθόγγος, лат. vox, sonus, нем. Ton, англ. musical tone, musical pitch) в специальном значении — звук определённой высоты, использующийся как материал для создания музыкальных сочинений, в широком смысле — «используемые в музыкальной практике звуки».

## Характеристика

### Физико-математическая

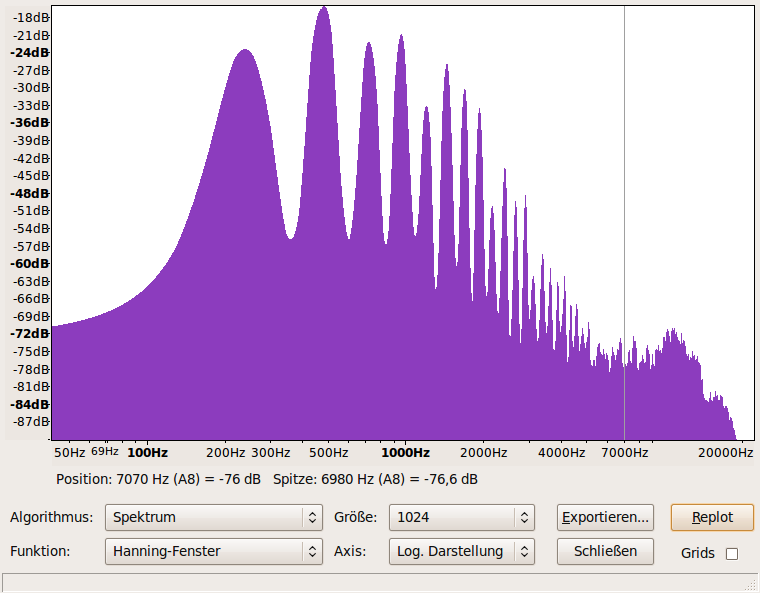
Спектр звука африканского инструмента — вувузелы

С точки зрения физики, музыкальный звук — это вид звука с определённым набором свойств, а именно, это распространяющиеся в воздухе продольные упругие волны, порождаемые колебаниями струн, голосовых связок и других объектов, с  длительностью цуга примерно от 10 мс до 10 с, с частотами от 16—20 Гц до 15—20 кГц, создающие звуковое давление от 0,2 мПа до 2 Па (при 1 кГц) и, как правило, формирующие спектр с выраженными пиками при частотах {\displaystyle f,\,2f,\,3f,\,} и т. д., где {\displaystyle f} — частота основного тона, а {\displaystyle 2f}, {\displaystyle 3f} и т. д. — частоты обертонов (таких серий может быть несколько). Относительная интенсивность обертонов различна для разных музыкальных инструментов и обеспечивает специфику их звучания; простая монохроматическая волна в данном контексте не представляет интереса. 
Хотя физико-математическая сторона вопроса неоспоримо важна, в  теории музыки звуки описываются главным образом не физическими параметрами, а с точки зрения композиционной логики музыкального произведения.

### Теоретико-музыкальная
Главная и специфическая характеристика музыкального звука — его высота, которая интерпретируется не как психоакустический феномен (результат восприятия человеком физического «чистого тона»; см. подробней Высота звука), а с позиций музыкальной логики — по местоположению и значению в звуковой системе, в звукоряде (см. Ступень), в созвучиях (интервалах, конкордах, аккордах и т. д.), в ладу (см. Теория функций).
Другая важная характеристика музыкального звука — длительность, которая определяется не в абсолютных (например, в секундах, миллисекундах), а в относительных величинах музыкального ритма (например, «восьмая с точкой в полтора раза дольше восьмой», «переключение бинарной мензуры на тернарную»). Длительность не является специфической характеристикой музыкального звука, поскольку она же существует как категория в других «звучащих» искусствах и ремёслах (например, в риторике, театрально-поэтической декламации и т. п.).
Не имеют абсолютных значений и другие характеристики музыкального звука, например, сила звука («динамика»), нотируемая в условных («музыкальных») обозначениях — piano, forte, fortissimo и т. п. Аналогично и тембр звука, который может быть описан строго как спектр звука, в музыке является предметом инструментоведения, толкующего о сочетании тембров (например, в симфоническом оркестре), о тонкостях их различения (например, тембров различных струнных инструментов), об их клишированной риторике («грозная» туба, «птичьи голоса» флейт в высоком регистре и т. п.) не в физических терминах, а в сугубо «музыковедческих» выражениях.
Для письменной фиксации музыкальных звуков используется нотация. Наиболее распространённые формы записи высотных значений музыкальных звуков — латинская буквенная (C, D, E, F, G, A, B/H) или слоговая (ut/do, re, mi, fa, sol, la, si; также в русской транслитерации — до, ре, ми, фа, соль, ля, си) нотация. Обе группы графических символов указывают не математические и/или физические величины, а являются лишь некими «ярлыками» относительной сетки музыкально-логических понятий.
Абсолютные значения для высоты музыкальных звуков зависят от камертона в ту или иную историческую эпоху, в той или иной региональной традиции. Так, например, принятое ныне в России и ряде европейских стран в качестве стандарта высоты частотное значение для A=440 Hz, в Австрии XIX в. было 435 Hz, в старинной органной музыке оно же 466 Hz (так называемый Orgelton), в инструментальной музыке барокко то же считается равным 415 Hz, и т. д.
Логические «метки» музыкальных звуков не зависят от специфики музыкального строя, например, все пять разновидностей диатонического тетрахорда у Птолемея музыковеды записывают одними и теми же буквами (a-g-f-e), в то время как это пять разных рядов числовых отношений; одинаково будут нотированы музыкальные звуки любой из «хороших темпераций» Веркмейстера (несмотря на то, что математически они тонко различаются), и во всех других случаях «музыкальной» записи акустически выстроенных звуков.
Исследованиями музыкального звука со времён античности (см. Гармоника) и до наших дней занимается гармония. Изучением физических свойств звука (в том числе и звуков определённой высоты) занимается физика, в особенности её прикладная отрасль — музыкальная акустика.

## Исторический очерк
Толкование (как минимум — определение) музыкального звука было обязательной частью античной гармоники. Стандартно музыкальный звук («фтонг») определялся как «надлежащее попадание голоса на одну высоту» (Клеонид). Под «надлежащим», или точнее эммелическим (др.-греч. ἐμμελής), понималось пригодное для мелодии («мелосоразмерное») качество звука, которое можно сравнить с нынешним пониманием точного (вокального, инструментального), то есть нефальшивого, интонирования мелодии. Экмелические (от др.-греч. ἐκμελής — неблагозвучный, нестройный), высотно неопределённые звуки на протяжении тысячелетий считались непригодными для музыки и, соответственно, не были предметом её учёного рассмотрения. Античное понимание музыкального звука, транслированное Боэцием, было прочно усвоено европейской культурой Средневековья, а затем удерживалось в эпоху Возрождения и в Новое время.
Доминирующая в истории трактовка музыкального звука как высотно определённого в XX веке подверглась критике, в связи с проникновением в профессиональную музыку экмелики, присущей некоторым традициям музыкального фольклора (например, интонирование «блюзовых нот» афроамериканцами, перешедшее в джаз, позже в рок-музыку), сонорными и микротоновыми экспериментами композиторов-авангардистов («De natura sonoris» К. Пендерецкого, Вторая симфония В. Лютославского, «Атмосферы» Д. Лигети и мн. др. примеры), а также в связи с расширенным использованием традиционных высотно неопределённых звуков, прежде всего, ударных инструментов (антракт к третьей картине оперы «Нос» Д. Д. Шостаковича, «Акция» В. И. Мартынова).
От высотно неопределённых звуков следует отличать «экстрамузыкальные» природные и искусственно синтезированные (например, электронные) звуки и шумы, которые композиторы прошлого (чаще во 2-й половине XX века) включали в свои сочинения — пушечные залпы в увертюре «1812 год» П. И. Чайковского, пишущие машинки в «Параде» Э. Сати, фонограмма звуков и шумов разного происхождения в «Симфонии для одного человека» П. Анри и П. Шеффера, стрекотание пропеллеров и вопли исполнителей в струнном квартете «Геликоптер» К. Штокхаузена, электронный «Поток» для АНСа А. Шнитке и т.п.
В широком смысле, все мыслимые звуки и шумы (в том числе и не обладающие никакими специфически музыкальными особенностями) могут считаться «музыкальными» — на том основании, что они присутствуют в некоем артефакте, представленном создателем этого артефакта как «музыка». 
Известные трудности встречает как нотная запись случайных слышимых событий, так и возможность их повторного исполнения, воспроизведения по «партитуре».